# Hyposmocoma alliterata
Hyposmocoma alliterata là một loài bướm đêm thuộc họ Cosmopterigidae. Nó là loài đặc hữu của Oahu, Molokai, Maui và Hawaii. This species is thought đến range from the lowlands đến the highlands, ở đó nó is most abundant.
The larvae feed amongst lichens on trees trunks of Acacia koa, Aleurites moluccana, Boehmeria, Manihot glaziovii, Prosopis và Sophora. Its larvae are at times common on the trunks of living trees.

## Hình ảnh

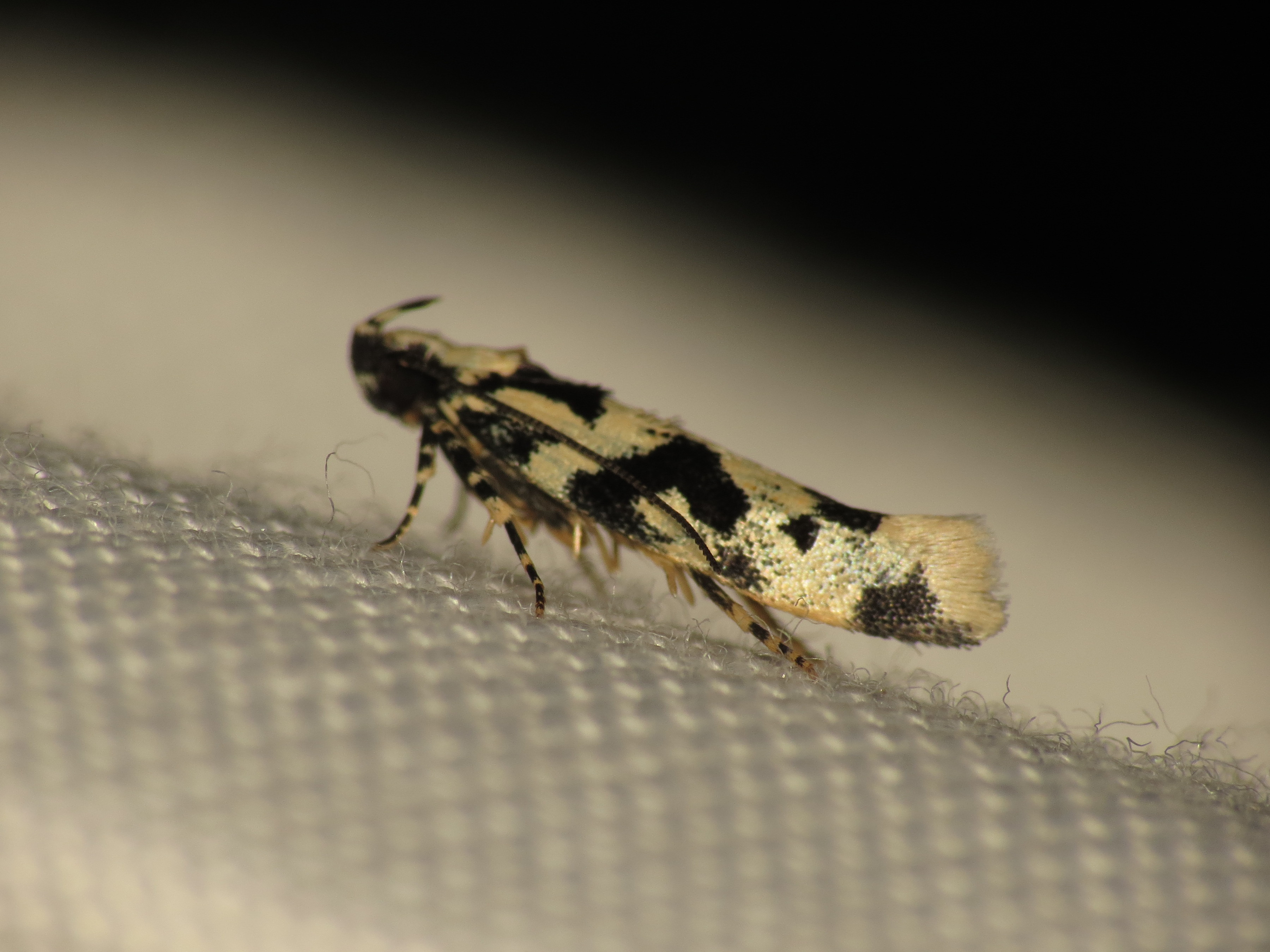
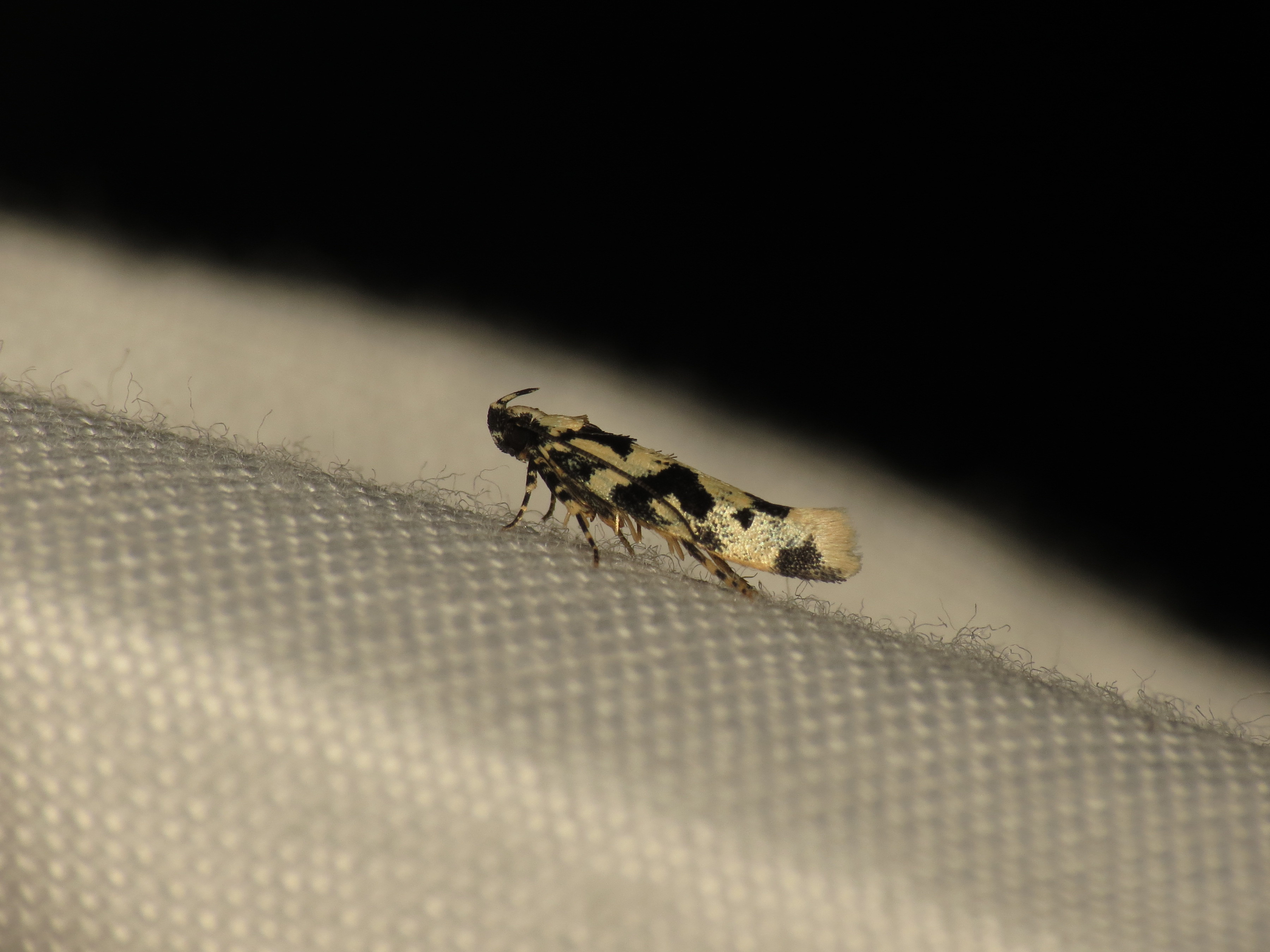